# 자스민 (가수)
자스민(2001년 2월 19일 ~ )은 대한민국의 가수, 국악인다. 2022년 싱글 앨범 [SUBUK]으로 데뷔했다.

## 방송
- 아침마당 (2024)
- 걸스 온 파이어 (2024) - Top32

### 라디오
- 바투의 상사디야 (2022)

## 음반
- SUBUK (2022)

## 피처링
- 한해 <승기 (勝氣)> (2023)

## 경력
- 유럽(영국, 프랑스, 독일) 순회 국악공연 및 통번역 (2018)
- 미국(워싱턴 D.C, 뉴욕) 아리랑 예술단 순회 공연 및 사회 및 통번역 (2018)
- 인천 '월드 EQ 토론회' 동시통역관 (2019)
- K-pop 그룹 아이즈원 동시통역관 (2020)
- 국악방송 바투의 상사디야 '불금N국악 - 대한민국홍보송' 제작 (2022)

## 수상
- 달구벌전국국악경연대회 학생부 최우수상 (2018)
- 통일기원세종전국국악경연대회 학생부 종합대상 (교육부장관상) (2019)
- 달구벌전국국악경연대회 일반부 최우수상 (2021)